# Indiens federala säkerhetskår
Indiens federala säkerhetskår (The National Security Guard, NSG), bildades 1984 med huvuduppgift att bekämpa terrorism.

## Uppdrag
- Huvuduppdrag
  - Oskaddliggöra terroristiska hot i konkreta situationer
  - Frita kapade flygplan, fartyg och fordon
  - Rädda gisslan

- Övriga uppdrag
  - Personskydd av den högsta politiska ledningen
  - Sabotageskydd av objekt i högsta riskklassen
  - Utökat säkerhetsskydd vid nationella och internationella möten
  - Administrera ett centrum för bombdata
  - Genomföra avancerad ammunitionsröjning och utreda misstänkta explosioner
  - Skydda indiska flygplan i luften genom beväpnade skyddsvakter ombord
  - Genomföra kommando-, ammunitionsröjnings- och personsskyddsutbildning för försvarsmakten, polisen och grannländerna

Källa:

## Personal
NSG har en uppdragsorienterad organisationsstruktur och har två komplementära organisatoriska element: Special Action Groups (SAG), med armépersonal och Special Ranger Groups (SRG), med polispersonal.  All personal är kommenderad till tidsbegränsad tjänstgöring vid NSG, antingen från armén eller från polisen. Enligt det indiska inrikesministeriet har NSG en personalstyrka om 7 330 personer, där 53% är kommenderade från armén och 47 % från polisen.
| NSG                                  | Indiska armén      |
| ------------------------------------ | ------------------ |
| Director General                     | Lieutenant General |
| Additional Director General          | Lieutenant General |
| Inspector General                    | Major General      |
| Deputy Inspector General             | Brigadier          |
| Group Commander                      | Colonel            |
| Squadron Commander                   | Lieutenant Colonel |
| Team Commander                       | Major              |
| Assistant Commander Grade I          | Subedar Major      |
| Assistant Commander Grade II         | Subedar            |
| Assistant Commander Grade III        | Naib Subedar       |
| Ranger Grade I                       | Havildar           |
| Ranger Grade II Combatised tradesman | Sepoy              |